# Patogen

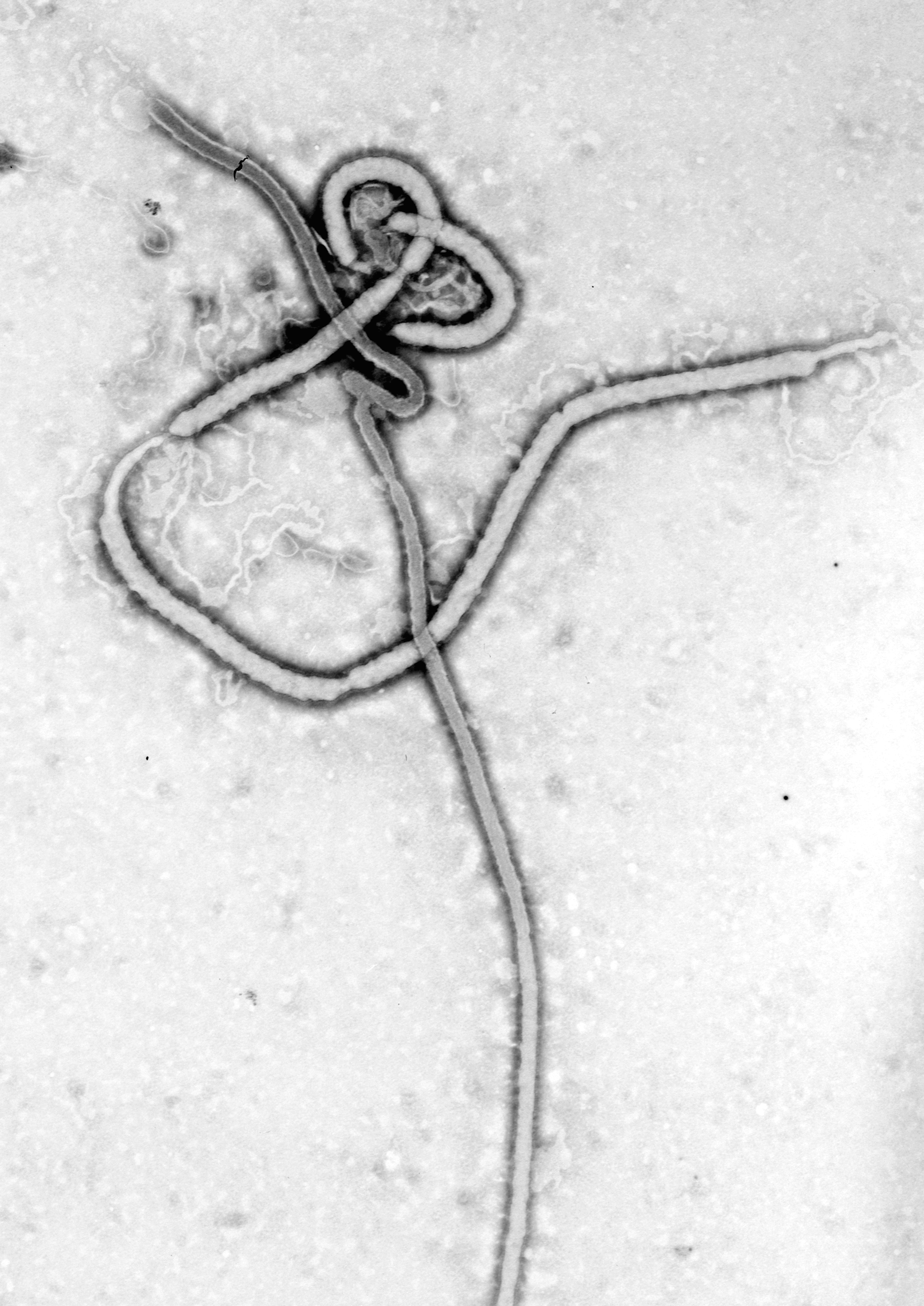
Przykład patogenu biologicznego – wirus Ebola

Patogen, czynnik chorobotwórczy – ciało obce, twór biologiczny lub mikroorganizm wywołujący chorobę u danego organizmu. Wyróżnia się następujące typy patogenów:
- ożywione (bakterie, grzyby, pasożyty, protisty),
- nieożywione (wirusy, priony)[potrzebny przypis],
  - chemiczne (substancje żrące, toksyczne),
    - niedobory pokarmowe,

  - fizyczne (światło lasera, promieniowanie jonizujące, silne pole magnetyczne, mechaniczne).

Potwierdzenia, czy dany czynnik jest patogenem dla określonego taksonu, dokonuje się usiłując spełnić postulaty Evansa.
Zazwyczaj pojęcie to odnosi się do czynników biologicznych.